# Massimo Zappino
Massimo Zenildo Zappino (Pesqueira, Brasil, 12 de junio de 1981) es un futbolista brasileño naturalizado italiano. Juega de Portero.

## Clubes
| Club          | País    | Año         |
| ------------- | ------- | ----------- |
| Catania       | Italia  | 2000 - 2001 |
| Acireale      | Italia  | 2001        |
| Nocerina      | Italia  | 2002 - 2004 |
| Frosinone     | Italia  | 2004 - 2007 |
| Chievo Verona | Italia  | 2007        |
| Pro Sesto     | Italia  | 2008        |
| Foggia        | Italia  | 2008        |
| Lecco         | Italia  | 2009        |
| Como          | Italia  | 2009        |
| Taranto       | Italia  | 2010        |
| Varese        | Italia  | 2010 - 2011 |
| Vaslui        | Rumania | 2011        |
| Frosinone     | Italia  | 2012 - 2017 |